# Luchthaven Batoemi
Alexander Kartveli Batoemi Internationale luchthaven (Georgisch: ბათუმის ალექსანდრე ქართველის სახელობის საერთაშორისო აეროპორტი) is een luchthaven in het zuidwesten van Georgië, gelegen aan de Zwarte Zee op twee kilometer ten zuiden van Batoemi, de hoofdstad van de Autonome Republiek Adzjarië. De luchthaven ligt tien kilometer van de grens met Turkije en dient zowel als binnenlandse als internationale luchthaven voor Georgië en Turkije.
Het vliegveld werd in 2015 vernoemd naar Alexander Kartveli, een invloedrijke Georgische luchtvaartingenieur en pionier in de Verenigde Staten. Het vliegveld verwerkte in 2023 ruim 621.000 passagiers en was daarmee de derde drukke luchthaven van Georgië.

## Algemeen
Alexander Kartveli Batoemi is een van de drie internationale luchthavens in Georgië. De andere twee zijn Sjota Roestaveli Tbilisi en David de Bouwer Koetaisi, een belangrijke luchthaven voor het toerisme en low-cost maatschappijen. Het vliegveld van Batoemi ligt aan de noordzijde van de Tsjorochi riviermonding met het westelijk uiteinde van de landingsbaan vlak aan zee. De vlakke kustvallei is omgeven door de bergen van de Kleine Kaukasus. Er wordt vanaf zee geland en naar zee opgestegen.
Het vliegveld wordt anno 2021 door circa 10 luchtvaartmaatschappijen aangedaan, met name uit Europa en het Midden-Oosten. Door de toenemende populariteit van Georgië en de regio van Batoemi als toeristische bestemming zijn de reizigersaantallen in 10 jaar tijd vertienvoudigd, tot het uitbreken van de coronapandemie. Door deze pandemie werd het vliegverkeer naar en van Georgië in 2020 van overheidswege geheel stilgelegd behoudens ministerieel gemandateerde vluchten. Vanaf februari 2021 is het vliegverkeer weer op gang gekomen, en werden gedurende de daaropvolgende zomer weer de eerste voorzichtige buitenlandse toeristenvluchten aangeboden.
Naar aanleiding van een politieke rel in juni 2019 introduceerde Rusland vanaf 8 juli 2019 een vliegban van/naar Georgië. Eind 2021 was deze ban nog van kracht. Het Kremlin heeft ook alle Russische luchtvaartmaatschappijen verboden op Georgië te vliegen, wat impact heeft op de luchthaven van Batoemi. De Zwarte Zeestad is een populaire bestemming onder Russen.

## Uitbreidingen

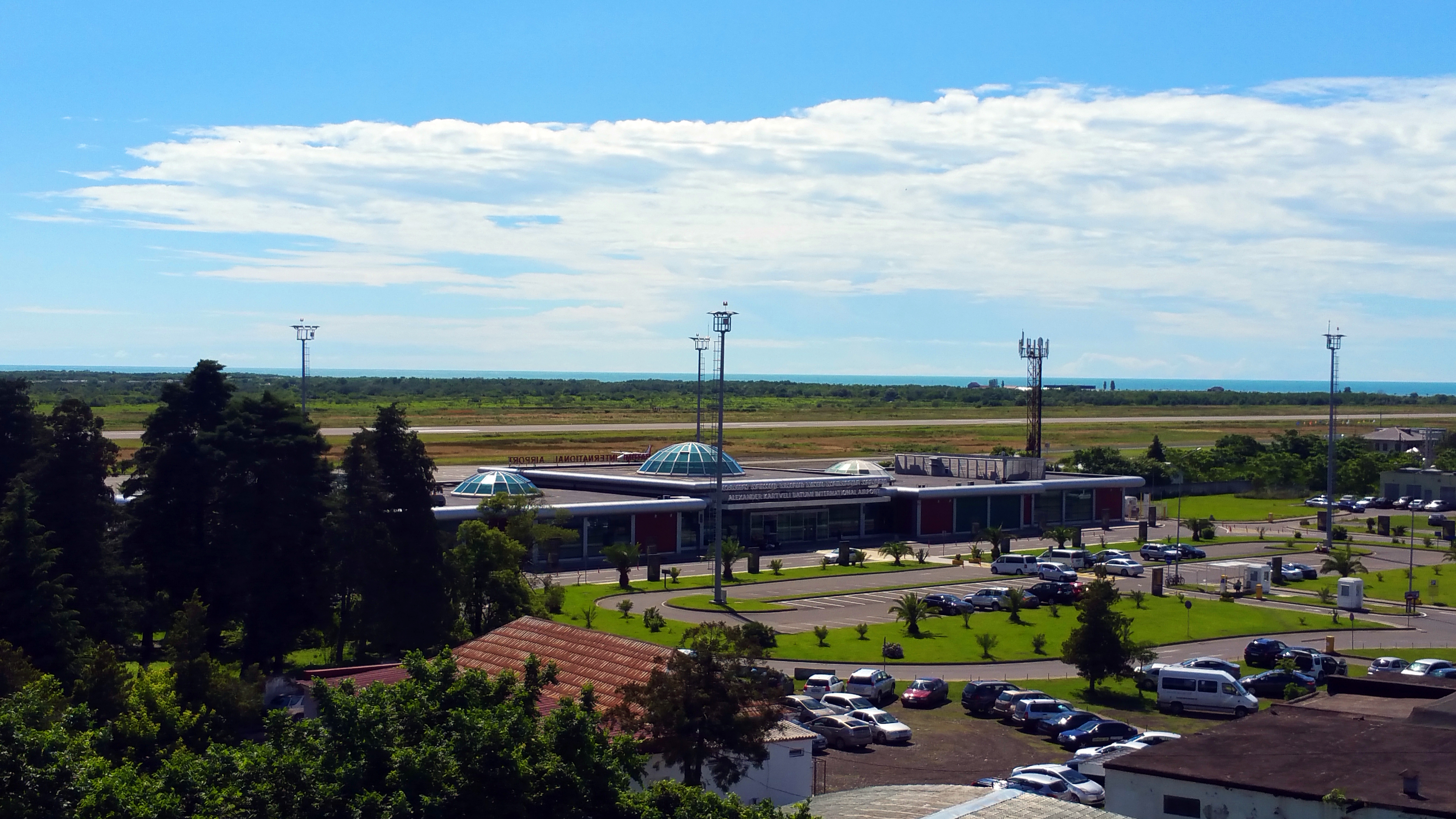
Een bescheiden luchthaven gebouw

Nadat de Georgische overheid de concessie van het vliegveld van Batoemi net als in Tbilisi gunde aan TAV Urban Georgia werd er ingezet op vernieuwing van de luchthaven. Parallel met de verbouwing van de luchthaven Tbilisi werd in Batoemi een nieuwe terminal gebouwd met een totale oppervlakte van 3.915 vierkante meter waarmee het vliegveld 600.000 passagiers per jaar kan verwerken. Dit project werd gefinancierd door de Internationale Financieringsmaatschappij (IFC) en de Europese Bank voor Wederopbouw en Ontwikkeling (EBRD) en werd in mei 2007 opgeleverd. Sindsdien heeft er een gestage groei van het aantal passagiers plaatsgevonden, wat met name vanaf 2015 versnelde.
In 2019 werd besloten om de terminal uit te breiden wat nodig was om de snelle groei van het aantal reizigers het hoofd te bieden. Het plafond van de uitbreiding van 2007 werd in 2019 overschreden. Met een investering van 17 miljoen dollar werd de capaciteit verdubbeld naar 1,2 miljoen passagiers met een verdubbeling van het vloeroppervlak naar 8.000 vierkante meter wat werd opgeleverd in maart 2021. Onderdeel van de werkzaamheden waren de uitbreiding van het aantal bus gates en incheck- en paspoortcontrolebalies, de uitbreiding van taxfree-zones en de parkeerplaats. Daarnaast werd het bagage afhandelingsgebied gedeeltelijk uitgebreid, waarbij een automatisch transportsysteem werd geïntroduceerd en een extra bagagecarrousel werd geïnstalleerd.

## Luchtvaartmaatschappijen en bestemmingen

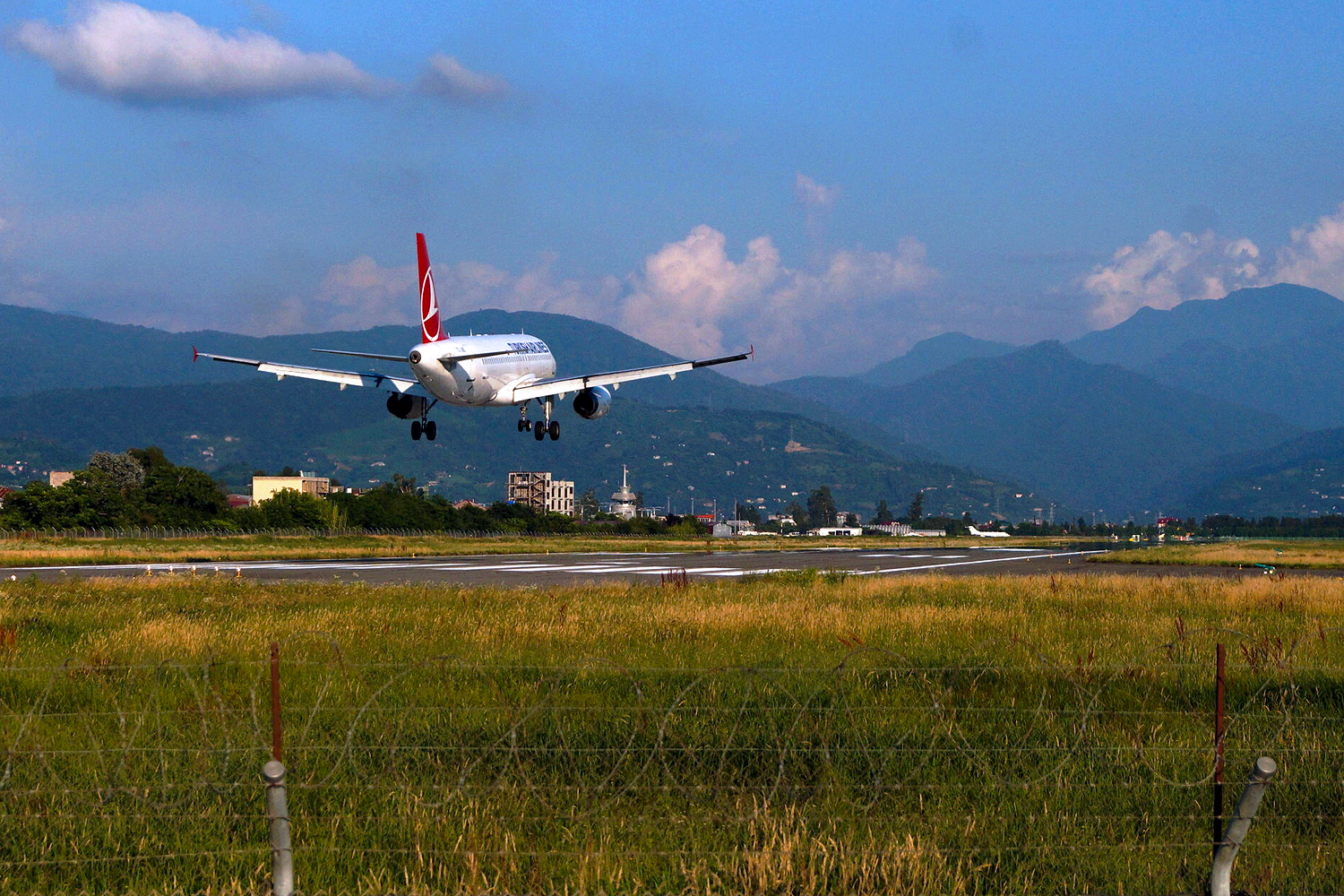
Landing tussen de bergen

De luchthaven van Batoemi bedient vooral bestemmingen in Europa en het Midden-Oosten. Het vliegveld is gericht op het aantrekken van toeristenvluchten in het zomerseizoen. De volgende maatschappijen vliegen op Batoemi (winter 2023).
| Luchtvaartmaatschappijen | Bestemmingen                             |
| ------------------------ | ---------------------------------------- |
| Air Astana               | Seizoensgebonden: Almaty, Astana         |
| AirBaltic                | Seizoensgebonden: Riga                   |
| Arkia Israeli Airlines   | Tel Aviv                                 |
| Belavia                  | Minsk-Nationaal                          |
| Buta Airways             | Seizoensgebonden: Bakoe                  |
| El Al                    | Tel Aviv                                 |
| Flyadeal                 | Seizoensgebonden: Riyad, Dzjedda         |
| Flydubai                 | Seizoensgebonden: Dubai                  |
| Flynas                   | Seizoensgebonden: Riyad, Dzjedda, Dammam |
| FlyOne                   | Seizoensgebonden: Chișinău               |
| Georgian Wings           | Tbilisi                                  |
| GetJet Airlines          | Seizoenscharter: Vilnius                 |
| Israir                   | Tel Aviv                                 |
| Pegasus Airlines         | Istanbul-Sabiha Gökçen                   |
| SmartLynx Airlines       | Seizoenscharter: Tallinn                 |
| Turkish Airlines         | Istanbul-Atatürk                         |
| Uzbekistan Airways       | Seizoensgebonden: Tasjkent               |
| Vanilla Sky              | Natachtari (Tbilisi)                     |

## Statistiek
| Jaarlijks aantal reizigers | Jaarlijks aantal reizigers | Jaarlijks aantal reizigers | Jaarlijks aantal reizigers | Jaarlijks aantal reizigers |
| -------------------------- | -------------------------- | -------------------------- | -------------------------- | -------------------------- |
| Jaar en passagiers         |                            |                            |                            | Groei                      |
| 2007 038.613               | 2007 038.613               |                            | -                          | -                          |
| 2008 064.656               | 2008 064.656               |                            | 067,4%                     | 067,4%                     |
| 2009 046.044               | 2009 046.044               |                            | 028,8%                     | 028,8%                     |
| 2010 088.562               | 2010 088.562               |                            | 092,3%                     | 092,3%                     |
| 2011 0133.852              | 2011 0133.852              |                            | 051,1%                     | 051,1%                     |
| 2012 0168.510              | 2012 0168.510              |                            | 025,9%                     | 025,9%                     |
| 2013 0208.977              | 2013 0208.977              |                            | 024,0%                     | 024,0%                     |
| 2014 0213.439              | 2014 0213.439              |                            | 02,2%                      | 02,2%                      |
| 2015 0226.476              | 2015 0226.476              |                            | 05,9%                      | 05,9%                      |
| 2016 0312.343              | 2016 0312.343              |                            | 037,9%                     | 037,9%                     |
| 2017 0495.668              | 2017 0495.668              |                            | 058,7%                     | 058,7%                     |
| 2018 0598.891              | 2018 0598.891              |                            | 020,8%                     | 020,8%                     |
| 2019 0624.178              | 2019 0624.178              |                            | 04,2%                      | 04,2%                      |
| 2020 051.412               | 2020 051.412               |                            | 091,8%                     | 091,8%                     |
| 2021 0516.017              | 2021 0516.017              |                            | 903,7%                     | 903,7%                     |
| 2022 0616.885              | 2022 0616.885              |                            | 020,0%                     | 020,0%                     |
| 2023 0621.514              | 2023 0621.514              |                            | 00,8%                      | 00,8%                      |
| 2024 0951,760              | 2024 0951,760              |                            | 053,1%                     | 053,1%                     |